# Братья Даффер
Мэтт Даффер (англ. Matt Duffer) и Росс Даффер (англ. Ross Duffer), профессионально известные как Братья Дафферы (англ. The Duffer Brothers; род. 15 февраля 1984, Дарем) — американские кинорежиссёры, сценаристы и продюсеры научно-фантастических фильмов и сериалов. Двойняшки.
Их режиссёрским и сценарным дебютом в полнометражном кино был фильм 2015 года «Затаившись». В этом же году они принимали участие в написании сценария для сериала «Сосны». Самой же известной их работой является сериал «Очень странные дела», получивший большое количество наград, в том числе MTV Movie & TV Awards 2017 в категории «ТВ-шоу года».

## Жизнь и карьера

### Ранние годы
Братья Даффер росли в Дареме, Северная Каролина, США. Они начали снимать фильмы в третьем классе с помощью видеокамеры формата Hi8, которая была подарком от их родителей. Они переехали в Ориндж, Калифорния, чтобы изучать киноискусство в колледже Чепменского университета Dodge College of Film and Media Arts, который закончили в 2007 году.

### Начало карьеры. «Затаившись» и «Сосны»
После создания нескольких короткометражных фильмов они написали сценарий постапокалиптического фильма ужасов «Затаившись», который был приобретён в 2011 году компанией Warner Bros. Pictures. Братья работали над фильмом в 2012 году, а выпущен он был в 2015. Продюсер М. Найт Шьямалан, прочитав сценарий к этому фильму, нанял Дафферов для работы над новым сериалом Fox «Сосны».

### «Очень странные дела» и сотрудничество с Netflix
Получив опыт работы на телевидении, братья взялись воплощать свою давнюю задумку — сериал «Очень странные дела». Его сценарий был поддержан компанией Шона Леви 21 Laps и через некоторое время приобретён компанией-поставщиком фильмов и сериалов на основе потокового мультимедиа Netflix. Премьера состоялась летом 2016 года и сопровождалась положительными отзывами критиков, которые отмечали ритмичность развития сюжета, атмосферу, актёрское мастерство, саундтрек, режиссуру, а также дань уважения к фильмам 80-х годов. Сайт с обзорами на фильмы Rotten Tomatoes дал рейтинг одобрения в 95 %, на основе 55 обзоров со средней оценкой 8,1/10. Сериал вошёл в тройку самых рейтинговых шоу Netflix и 31 августа 2016 года был продлён на второй сезон. В декабре 2017 года сериал продлили на 3 сезон. 30 сентября 2019 на официальном канале сериала на YouTube подтвердилось, что сериал получит продолжение. На зиму 2020 года было запланировало начало съёмок. В свет четвёртый сезон вышел в мае 2022 года.
После премьеры четвертого сезона «Очень странных дел» в июле 2022 года Дафферы основали продюсерскую компанию Upside Down Pictures, через которую продолжили сотрудничество с Netflix. Среди новых проектов предложенных братьями сервису были экранизация манги «Тетрадь смерти», экранизация романа Стивена Кинга и Питера Страуба «Талисман», спин-офф «Очень странных дел».

## Фильмография
| Год        | Русское название    | Оригинальное название | Роль      | Роль     |
| Год        | Русское название    | Оригинальное название | Режиссура | Сценарий |
| ---------- | ------------------- | --------------------- | --------- | -------- |
| 2015       | Затаившись          | Hidden                | Да        | Да       |
| 2015—2016  | Сосны               | Wayward Pines         | Нет       | Да       |
| 2016 — н.в | Очень странные дела | Stranger Things       | Да        | Да       |

### Короткометражное кино
- We All Fall Down (2005)
- The Big Toe (2006)
- Eater (2007)
- Saturday Night at Norm’s (2008)
- The Milkman (2008)
- Abraham’s Boys (2009)
- Road to Moloch (2009)
- Vessel (2012)